# Thoracostoma acuticaudatum
Thoracostoma acuticaudatum är en rundmaskart som beskrevs av Jägerskiöld 1901. Thoracostoma acuticaudatum ingår i släktet Thoracostoma, och familjen Leptosomatidae. Arten är reproducerande i Sverige.